# بتلفیلد ۵
بتلفیلد ۵ (به انگلیسی: Battlefield V)یک بازی ویدئویی در سبک تیراندازی اول شخص است که توسط استودیوی دایس وابسته به الکترونیک آرتز ساخ و توسط الکترونیک آرتس در ۲۰ نوامبر ۲۰۱۸ برای پلترم‌های پلی‌استیشن ۴، مایکروسافت ویندوز و ایکس‌باکس وان منتشر شد. این بازی هفدهمین قسمت از مجموعه بازی‌های بتلفیلد به‌شمار می‌رود برخلاف نسخهٔ پیشین خود بتلفیلد ۱ که داستان آن در جنگ جهانی اول تمرکز داشت داستان این نسخه بر روی جنگ جهانی دوم تمرکز دارد.
وسایل نقلیه بتلفیلد وی شامل انواع خودروهای نظامی مختلفی است که بازیکنان می‌توانند از آن‌ها برای کنترل میدان نبرد در بازی استفاده کنند. در ادامه، وسایل نقلیه بازی بر اساس کشورها و نوع آن‌ها تقسیم‌بندی شده‌اند.

## آلمان

### تانک‌ها
- Panzer IV – تانک متوسط آلمانی با قدرت بالا و زره مقاوم، که برای درگیری‌های مستقیم بسیار مناسب است.
- Tiger I – تانک سنگین با زره بسیار قوی که به عنوان نیروی اصلی ارتش آلمان در میدان نبرد استفاده می‌شود.
- Sturmtiger – تانک سنگین با قدرت تخریب بسیار بالا که می‌تواند آسیب جدی به مواضع دشمن وارد کند.

### نفربرها
- Sd.Kfz 251 – نفربر کلاسیک آلمانی که قابلیت حمل سربازان و تجهیزات را داراست.
- Kubelwagen – خودرو سبک و سریع که برای جابجایی سریع نیروها استفاده می‌شود.

### هواپیماها
- Messerschmitt Bf 109 – هواپیمای جنگنده با قدرت مانور بالا که در نبردهای هوایی بسیار مؤثر است.
- Junkers Ju 87 Stuka – هواپیمای تهاجمی با بمب‌های سنگین، که برای حملات مستقیم به مواضع دشمن مناسب است.

## بریتانیا

### تانک‌ها
- Churchill Mk VII – تانک سنگین بریتانیایی که دارای زره بسیار قوی و مناسب برای دفاع از نقاط کلیدی است.
- Sherman Firefly – تانک متوسط با قدرت شلیک بالا که توانایی مقابله با تانک‌های سنگین‌تر را دارد.
- Valentine Mk VIII – تانک سبک و سریع که برای پشتیبانی و حملات ناگهانی به کار می‌رود.

### نفربرها
- Universal Carrier – نفربر سبک و کوچک بریتانیایی که برای جابجایی سریع نیروها و تجهیزات استفاده می‌شود.
- Bren Carrier – نفربر قابل اعتماد و چندمنظوره که قابلیت استفاده در مأموریت‌های مختلف را دارد.

### هواپیماها
- Spitfire Mk VA – هواپیمای جنگنده بریتانیایی با سرعت بالا و قدرت آتش مؤثر در نبردهای هوایی.
- Hawker Hurricane – هواپیمای تهاجمی که در مقابل اهداف زمینی و هوایی عملکرد خوبی دارد.

## آمریکا

### تانک‌ها
- M4 Sherman – تانک متوسط و چندمنظوره آمریکایی که برای ماموریت‌های مختلف طراحی شده است.
- M10 Wolverine – تانک شکارچی که برای مقابله با تانک‌های سنگین دشمن استفاده می‌شود.

### نفربرها
- M3 Half-track – نفربر نیم‌چرخ که توانایی حمل سربازان و تجهیزات را دارد و در مناطق مختلف قابل استفاده است.
- Jeep Willys – خودرو سبک و سریع که برای جابجایی نیروها در مناطق جنگی به کار می‌رود.

### هواپیماها
- P-51 Mustang – هواپیمای جنگنده سریع و قدرتمند که در نبردهای هوایی بسیار مؤثر عمل می‌کند.
- B-17 Flying Fortress – هواپیمای بمب‌افکن سنگین که برای حملات گسترده به مواضع دشمن به کار می‌رود.

## ژاپن

### تانک‌ها
- Type 97 Chi-Ha – تانک متوسط ژاپنی با قدرت نسبی در مقابله با تانک‌های متوسط دشمن.
- Ha-Go – تانک سبک که برای مأموریت‌های شناسایی و حملات سریع استفاده می‌شود.

### نفربرها
- Type 94 Tankette – نفربر سبک که برای جابجایی سریع نیروها در میدان جنگ به کار می‌رود.

### هواپیماها
- Mitsubishi A6M Zero – هواپیمای جنگنده ژاپنی با سرعت بالا و قدرت مانور عالی.
- Nakajima B5N – بمب‌افکن سبک که برای حملات ناگهانی به اهداف دشمن استفاده می‌شود.